# 파올라 프란치
파올라 프란치(이탈리아어: Paola Franchi, 1953년 11월 17일 ~ )는 이탈리아의 인테리어 디자이너, 예술가, 작가, 전직 모델이다. 그녀의 2010년 자서전 라모레 스페자토("The Broken Love")는 1995년 연인 사이에 살해당한 이탈리아 사업가 마우리치오 구치와의 관계를 자세히 묘사하고 있다.